# Мёренбах
Мёренбах (нем. Möhrenbach) — община в Германии, в земле Тюрингия.

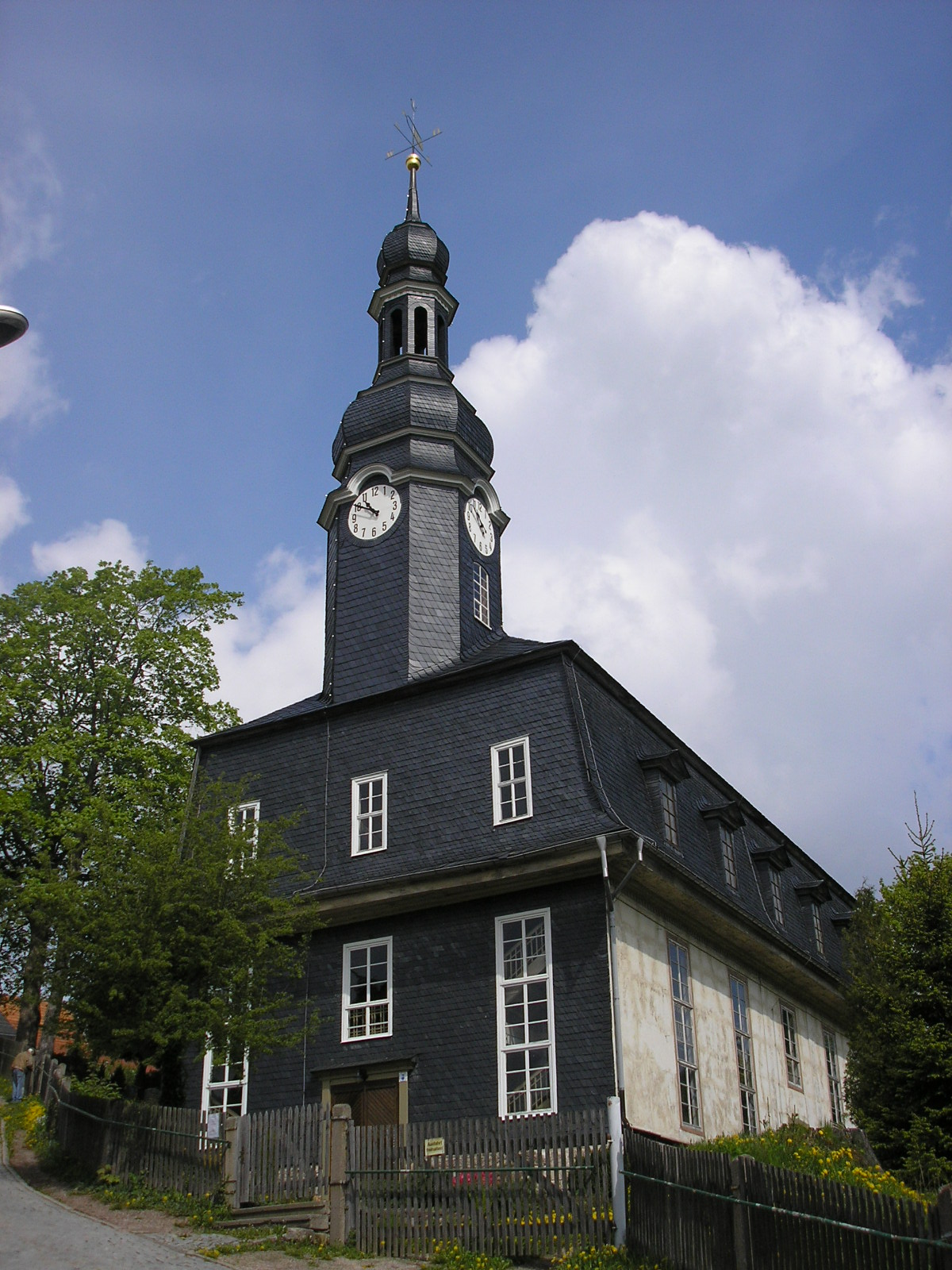
Церковь

Входит в состав района Ильм. Подчиняется управлению Лангер Берг. Население составляет 677 человек (на 31 декабря 2010 года). Занимает площадь 13,86 км².